# Birgit Bringslid
Birgit Margareta Bringslid, född 6 december 1945 i Örnsköldsvik,, död den 7 december 2017, är en svensk före detta friidrottare (långdistans). Hon tävlade för klubben Skellefteå AIK.